# Virasena
Āchārya Virasena (792-853) foi um matemático e filósofo indiano do século IX. Educado pelo sábio Elāchārya do jainismo, é também conhecido por seus poemas e orações, sendo Satkhandagama seu trabalho mais renomado. Seus estudos matemáticos tiveram como consequência a derivação do volume de um tronco de bases paralelas e trabalhou com o conceito de ardhaccheda: o número de vezes que um número pode ser dividido por 2 (logaritmos binários), além de uma ideia logarítmica de base 3 (trakacheda) e base 4 (caturthacheda).
Além disso, Virasena deu uma fórmula aproximada C = 3d + (16d+16)/113 para relacionar a circunferência de um círculo C e o seu diâmetro d, o qual resulta na aproximação da constante π ≈ 355/113 = 3.14159292..., dado anteriormente como π ≈ 3.1416 por Aryabhata em Aryabhatiya.